# Eugène Diaz
Eugène-Émile Diaz de la Peña, né le 27 février 1837 à Paris et mort le 11 septembre 1901 à Colleville-sur-Mer, est un compositeur et chef d’orchestre français.
Il est également peintre.

## Biographie
Fils du peintre Narcisse Díaz de la Peña, Diaz fut, à partir de 1852, l’élève de Reber et d’Halévy au Conservatoire de Paris. Le 9 juin 1865, il fit représenter au Théâtre-Lyrique, le Roi Candaule, opéra-comique en deux actes, accueilli par la critique comme un début heureux. Ayant obtenu le prix au concours d’opéra organisé en 1867, avec la Coupe du roi de Thulë, il ne put faire représenter cet ouvrage que longtemps après, le 10 janvier 1873, sans succès. Il a, en outre, publié quelques mélodies, dont la Tirelire de Suze, poème de Eugéne Damien en 1892.

## Sources
- Alexandre Bisson et Théodore de Lajarte, Petite Encyclopédie musicale : Histoire générale de la musique, t. 2, Paris, A. Hennuyer, 1884, ix, 395, 20 cm (OCLC 954992191, lire en ligne), p. 162.
- Gustave Vapereau, Dictionnaire universel des contemporains : contenant toutes les personnes notables de la France et des pays étrangers, Paris, Hachette, 1870, iv-1888, 1 vol. 25 cm (lire en ligne), p. 538.